# Russ Arnold
Russ Arnold (ur.  1912, 1921 lub 1927, zm. 27 stycznia 2012) – amerykański brydżysta, World Life Master oraz Senior Master (WBF).

## Wyniki brydżowe

### Zawody światowe
W światowych zawodach zdobył następujące lokaty:
| Mistrzostwa Świata. Konkurencja teamów | Mistrzostwa Świata. Konkurencja teamów | Mistrzostwa Świata. Konkurencja teamów | Mistrzostwa Świata. Konkurencja teamów | Mistrzostwa Świata. Konkurencja teamów | Mistrzostwa Świata. Konkurencja teamów |
| Rok                                    | Miejsce                                | Zawody                                 | Kategoria                              | Drużyna                                | Pozycja                                |
| -------------------------------------- | -------------------------------------- | -------------------------------------- | -------------------------------------- | -------------------------------------- | -------------------------------------- |
| 2002                                   | Montreal                               | 11. Mistrzostwa Świata                 | Seniorzy                               | Levine                                 | 11                                     |
| 2000                                   | Southampton                            | 34. Mistrzostwa Świata Teamów          | Trans                                  | Levine                                 | 28                                     |
| 1994                                   | Albuquerque                            | 9. Mistrzostwa Świata                  | Open                                   | Rapee                                  | 17                                     |
| 1994                                   | Albuquerque                            | 9. Mistrzostwa Świata                  | Seniorzy                               | Levine                                 | 2                                      |
| 1981                                   | Nowy Jork                              | 25. Mistrzostwa Świata Teamów          | Open                                   | USA                                    | 1                                      |

## Klasyfikacja
- Russ Arnold – klasyfikacja WBF (ang.)